# Mahmood Abdulrahman
Mahmood Abdulrahman (en árabe: محمود عبد الرحمن‎; Al Muharraq, Baréin; 22 de noviembre de 1984) es un futbolista de Baréin que juega en la posición de centrocampista y que actualmente milita en el Manama Club de la Liga Premier de Baréin.

## Carrera

### Club
| Periodo   | Club                 |
| --------- | -------------------- |
| 2004–2009 | Muharraq Club        |
| 2009      | → Qadsia SC (cedido) |
| 2009–2010 | Al-Shamal SC         |
| 2010–2015 | Muharraq Club        |
| 2015–     | Manama Club          |

### Selección nacional
Jugó para Baréin en 85 ocasiones de 2006 a 2014 y anotó 12 goles; participó en dos ediciones de la Copa Asiática y en los Juegos Asiáticos de 2006.

## Logros
- Liga Premier de Baréin (5): 2005-2006, 2006-2007, 2007-2008, 2008-2009, 2014-2015
- Copa del Rey de Baréin (7): 2005, 2008, 2009, 2011, 2012, 2013, 2016
- Copa FA de Baréin (3): 2005, 2009, 2012
- Copa Príncipe de la Corona de Baréin (4): 2006, 2007, 2008, 2009
- Supercopa de Baréin (2): 2006, 2012
- Copa de la Corona de Kuwait (1): 2009
- Copa Federación de Kuwait (1): 2008-09
- Supercopa de Kuwait (1): 2009
- Copa AFC (1): 2008
- Copa de Clubes Campeones del Golfo (1): 2012